# Llista de ciutats de l'Equador
Aquesta és una llista de ciutats de l'Equador. Les dues aglomeracions urbanes més grans de l'Equador segons el VI Cens de Població i V d'Habitatge, realitzat el 25 de novembre del 2001, són Guayaquil, amb una població d'1.985.379 i la capital Quito, amb una població d'1.399.378. A la següent taula s'hi ordenen les ciutats amb més de 30.000 habitants d'acord amb els resultats dels censos de 1990 i 2001. S'hi inclou també un d'estimat a 2005.
| Ciutats de l'Equador |               |           |           |              |                   |                                         |
| Orden                | Ciutat        | Població  | Població  | Població     | Província         |                                         |
| Orden                | Ciutat        | Cens 1990 | Cens 2001 | Estimat 2005 | Província         | Destacat                                |
| 1.                   | Guayaquil     | 1.536.123 | 2.086.123 | 2.306.479    | Guayas            | La més poblada de Guayas i de l'Equador |
| 2.                   | Quito         | 1.331.641 | 1.893.641 | 2.151.993    | Pichincha         | La més poblada de Pichincha             |
| 3.                   | Cuenca        | 194.981   | 277.374   | 405.772      | Província d'Azuay | La més poblada d'Azuay                  |
| 4.                   | Santo Domingo | 114.422   | 238.827   | 291.325      | Santo Domingo     | La més poblada de Santo Domingo         |
| 5.                   | Machala       | 144.197   | 204.578   | 269.351      | El Oro            | La més poblada d'El Oro                 |
| 6.                   | Durán         | 82.359    | 174.531   | 241.924      | Guayas            |                                         |
| 7.                   | Manta         | 125.505   | 183.105   | 235.700      | Manabí            | La més poblada de Manabí                |
| 8.                   | Portoviejo    | 132.937   | 171.847   | 215.369      | Manabí            |                                         |
| 9.                   | Ambato        | 124.166   | 154.095   | 212.541      | Tungurahua        | La més poblada de Tungurahua            |
| 10.                  | Riobamba      | 94.505    | 124.807   | 181.588      | Chimborazo        | La més poblada de Chimborazo            |
| 11.                  | Quevedo       | 86.910    | 120.379   | 181.544      | Los Ríos          | La més poblada de Los Ríos              |
| 12.                  | Loja          | 94.305    | 118.532   | 199.121      | Loja              | La més poblada de Loja                  |
| 13.                  | Ibarra        | 80.991    | 108.535   | 176.642      | Imbabura          | La més poblada de Imbabura              |
| 14.                  | Milagro       | 93.637    | 116.440   | 121.055      | Guayas            |                                         |
| 15.                  | Esmeraldas    | 98.558    | 112.124   | 96.265       | Esmeraldas        | La més poblada d'Esmeraldas             |
| 16.                  | La Libertad   | 53.108    | 81.646    | 85.750       | Santa Elena       | La més poblada de Santa Elena           |
| 17.                  | Babahoyo      | 50.285    | 76.869    | 89.421       | Los Ríos          |                                         |
| 18.                  | Tulcán        | 37.069    | 48.097    | 89.534       | Carchi            | La més poblada de Carchi                |
| 19.                  | Sangolquí     | 35.386    | 56.794    | 71.830       | Pichincha         |                                         |
| 20.                  | Latacunga     | 39.882    | 51.689    | 57.127       | Cotopaxi          | La més poblada de Cotopaxi              |
| 21.                  | Pasaje        | 32.947    | 45.526    | 49.803       | El Oro            |                                         |
| 22.                  | Chone         | 41.437    | 45.526    | 47.994       | Manabí            |                                         |
| 23.                  | Santa Rosa    | 32.648    | 42.593    | 45.972       | El Oro            |                                         |
| 24.                  | Huaquillas    | 27.368    | 40.183    | 45.027       | El Oro            |                                         |
| 25.                  | Lago Agrio    | 13.165    | 34.106    | 43.809       | Sucumbíos         | La més poblada de Sucumbíos             |
| 26.                  | El Carmen     | 22.870    | 33.382    | 39.989       | Manabí            |                                         |
| 27.                  | Jipijapa      | 32.225    | 36.078    | 37.900       | Manabí            |                                         |
| 28.                  | Ventanas      | 23.217    | 32.425    | 36.596       | Los Ríos          |                                         |
| 29.                  | Daule         | 24.399    | 31.763    | 34.632       | Guayas            |                                         |
| 30.                  | Cayambe       | 16.849    | 30.473    | 34.239       | Pichincha         |                                         |
| 31.                  | Otavalo       | 21.548    | 30.965    | 33.946       | Imbabura          |                                         |
| 32.                  | Salitre       | 24.112    | 29.265    | 32.189       | Guayas            |                                         |
| 33.                  | Azogues       | 21.060    | 27.866    | 31.151       | Cañar             | La més poblada de Cañar                 |
| 34.                  | Santa Elena   | 17.459    | 27.351    | 30.920       | Santa Elena       |                                         |
| 35.                  | Salinas       | 19.298    | 28.650    | 41.792       | Santa Elena       |                                         |
| 36.                  | La Troncal    | 19.654    | 27.847    | 30.726       | Cañar             |                                         |
| 37.                  | Buena Fe      | 19.300    | 27.516    | 30.406       | Los Ríos          |                                         |